# 高102線
高102線 九穴－河邊寮，是位於高雄市的一條區道，東起於高雄市美濃區吉東里九穴，西至高雄市美濃區獅山里河邊寮，全長2.298公里。

## 路線說明
本線橫越吉東里及獅山里，全線路面較為老舊，須注意行車安全，且前段部分至1公里處路面較為狹小(約4公尺)，1公里後路面較寬(約8公尺)。
高雄市
- 美濃區：九穴（起點， 高100線岔路）→ 單線雙向道路 →(里界)→（交會六叉路口， 市道181號復興街二段） 十穴→（共線十全橋， 高101線十全橋）→河邊寮（終點， 高103線岔路）

## 沿線地標
- 美濃區十全橋
- 美濃區十穴
- 美濃區九穴遺址
- 美濃區龍獅土地公
- 獅子頭圳

## 交會公路
- 市道181號（復興街二段六叉路口）
- 高100線
- 高101線
- 高103線